# Targa Florio 1974

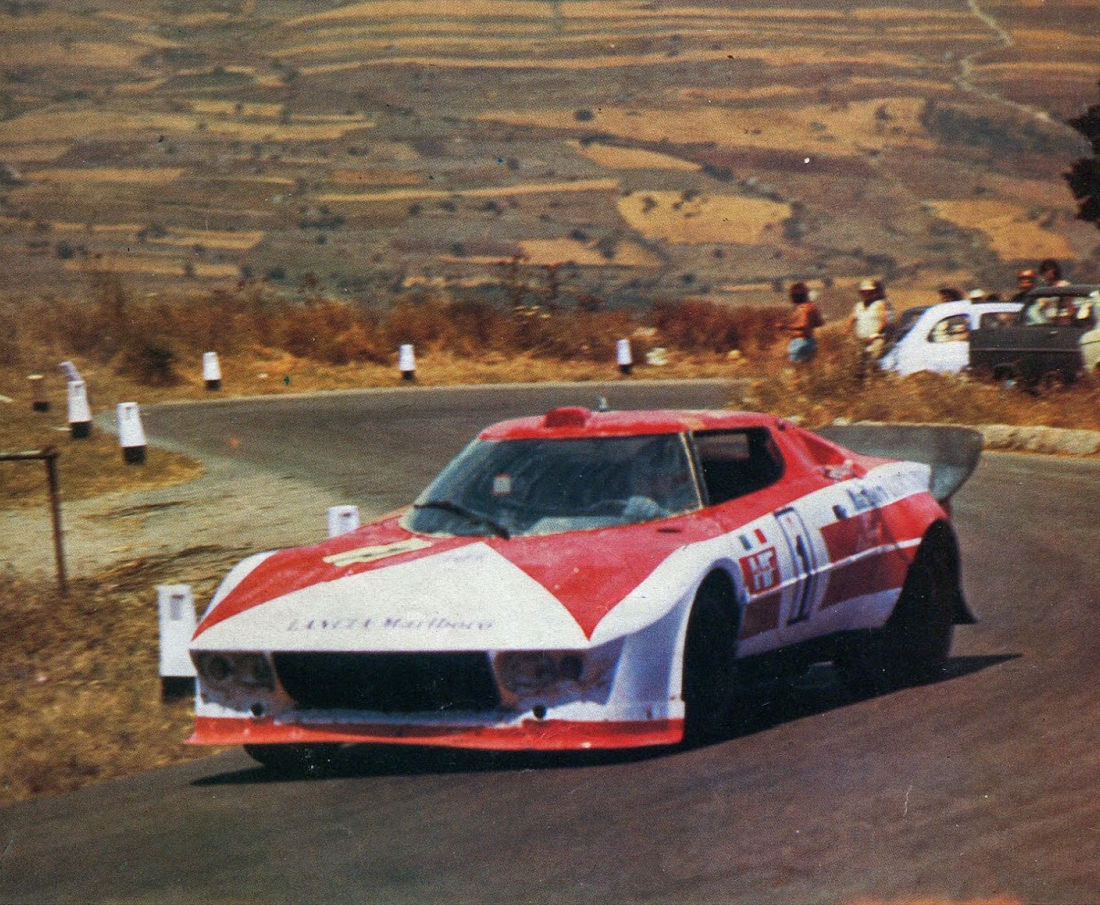
Werks-Lancia Stratos; Siegerwagen von Amilcare Balestrieri und Gérard Larrousse

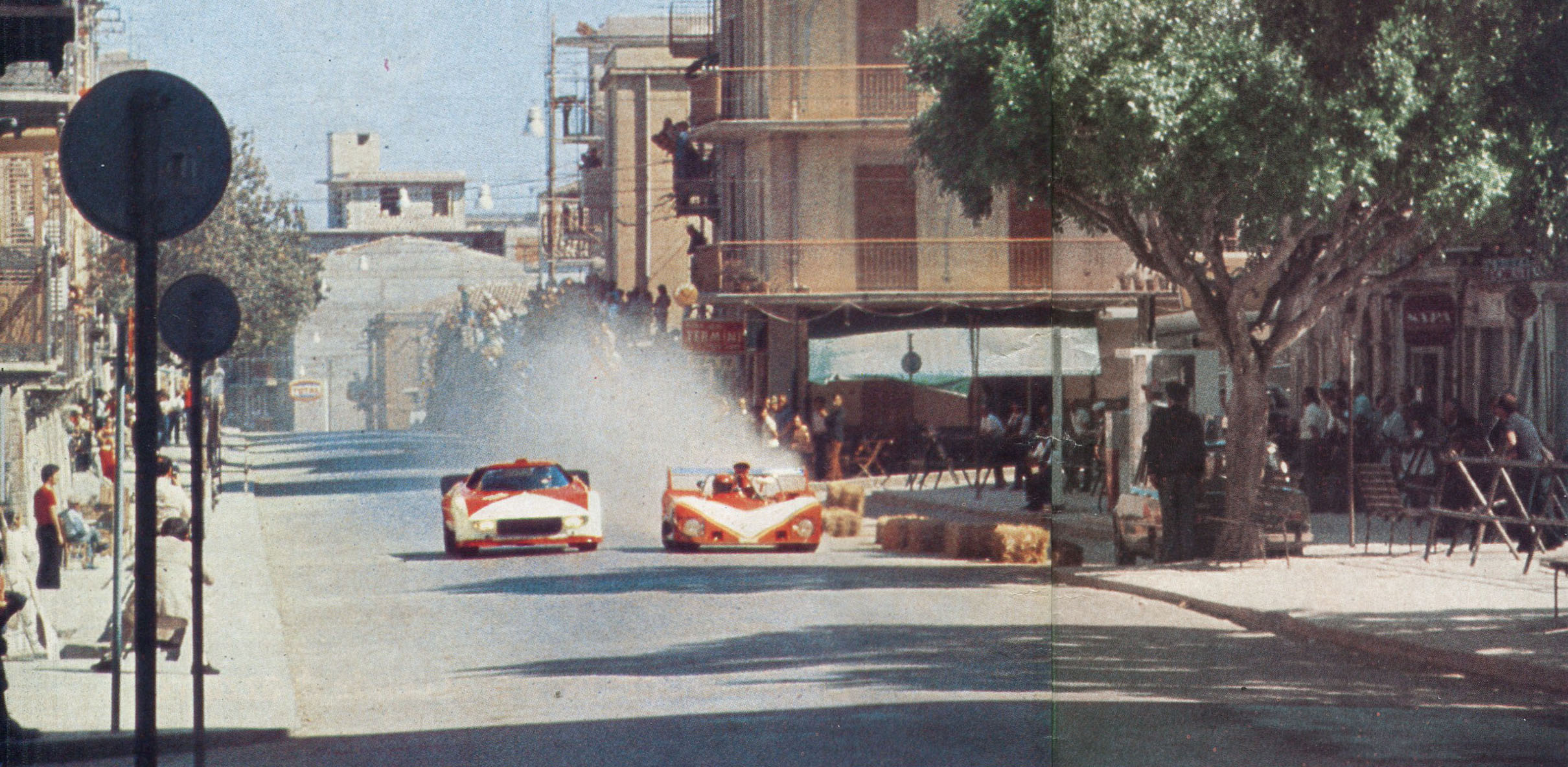
Pino Pica im Lola T290 überholt den späteren Sieger Gérard Larrousse im Lancia Stratos

Die 58. Targa Florio, auch Targa Florio, Piccolo Circuito delle Madonie, Sicilia, war ein Straßenrennen auf Sizilien und fand am 9. Juni 1974 statt.

## Die Vorgeschichte
1973 war die Targa Florio zum letzten Mal ein Wertungslauf der Sportwagen-Weltmeisterschaft. Den Funktionären der Commission Sportive Internationale war das Risiko, ein Langstreckenrennen auf ungesicherten öffentlichen Straßen auszutragen, zu groß geworden. Ausgenommen von diesem Rückzug war die Teilnahme an der Challenge Mondial de Vitesse et d’Endurance. Die Challenge Mondial wurde 1962 als Wettbewerb für Experimentalfahrzeuge ins Leben gerufen und umfasste 1974 neben der Targa Florio das 1000-km-Rennen von Spa-Francorchamps, das 1000-km-Rennen auf dem Nürburgring und das 24-Stunden-Rennen von Le Mans. Zusätzlich zählte das Rennen zur italienischen Sportwagen- und GT-Meisterschaft.

## Das Rennen
Nach dem Verlust des Weltmeisterschaftsstatus hatte das Rennen für die international tätigen Sportwagenteams keine Bedeutung mehr. Nur das Werksteam von Lancia brachte zwei Fahrzeuge an den Start. Die beiden Lancia Stratos fuhren Jean-Claude Andruet/Sandro Munari und Amilcare Balestrieri/Gérard Larrousse. Schnellster Wagen im Rennen war, bis zum Ausfall wegen eines von der Felge gelösten Hinterreifens, der Lola T290 von Giorgio Pianta und Pino Pica.
Das über sieben Runden à 72 Kilometer führende Rennen gewannen Balestrieri und Larrousse im Werks-Lancia, nach einer Fahrzeit von 4 Stunden und 35 Minuten mit einem Vorsprung von 55 Sekunden auf den Porsche 911 Carrera RSR von Raffaele Restivo und Alfonso Merendino.

## Ergebnisse

### Schlussklassement
| 1                  | S Gr.6 3.0    | 1   | Lancia Marlboro         | Amilcare Balestrieri Gérard Larrousse           | Lancia Stratos                   | 7  |
| 2                  | GT Gr.4 + 2.0 | 22  | Scuderia Pegaso         | Raffaele Restivo Alfonso Merendino              | Porsche 911 Carrera RSR          | 7  |
| 3                  | S Gr.6 2.0    | 12  | Nord-Ovest              | Giovanni Boeris Achille Soria                   | Abarth Osella PA2                | 7  |
| 4                  | S Gr.6 3.0    | 5   | Ateneo Jolly Club       | Emilio Paleari Mauro Pregliasco                 | Lancia Stratos                   | 7  |
| 5                  | S Gr.6 1.6    | 43  | Monzeglio Squadra Corse | Giancarlo Galimberti Pier-Giorgio Mussa         | GRD S74                          | 7  |
| 6                  | GT Gr.4 + 2.0 | 27  | Scuderia Palladio       | Girolamo Capra Angelo Lepri                     | Porsche 911 Carrera RS           | 7  |
| 7                  | S Gr.6 1.6    | 10  | Torino Corse            | Pasquale Anastasio Gianfranco Trombetti         | Chevron                          | 7  |
| 8                  | GT Gr.4 + 2.0 | 20  | Torino Corse            | Guido Fossati Angelo Mola                       | Porsche 911 Carrera RSR          | 7  |
| 9                  | GT Gr.4 + 2.0 | 21  | Artemisio Carducci      | Gualberto Carducci Sergio Rappa                 | Porsche 911 Carrera              | 7  |
| 10                 | GT Gr.4 + 2.0 | 28  | Nord-Ovest              | Vittorio Coggiola Piero Monticone               | Porsche 911 Carrera RSR          | 7  |
| 11                 | GT Gr.4 1.6   | 74  | Scuderia Pegaso         | Paolo de Luca Giovanni La Mantia                | Alfa Romeo Giulia GTA            | 7  |
| 12                 | S Gr.6 1.0    | 100 | Saint Paul              | Francesco Patané Orazio Scalia                  | Fiat-Abarth 1000SP               | 7  |
| 13                 | GT Gr.4 + 2.0 | 31  | Città dei Mille         | Alessandro Pesenti-Rossi Alvano Valtellina      | De Tomaso Pantera GTS            | 7  |
| 14                 | GT Gr.4 1.6   | 70  | Scuderia Pegaso         | Vincenzo Mirto Randazzo Giuseppe Vassallo       | Alfa Romeo Giulia GTA            | 7  |
| 15                 | S Gr.6 1.3    | 63  | Romano Bartoli          | Mauro Nesti Romano Bartoli                      | AMS 274                          | 7  |
| 16                 | GT Gr.4 2.0   | 47  | Valerio Monaco          | Valerio Monaco Guadagnini                       | Fiat 124 Rally Abarth            | 7  |
| 17                 | S Gr.6 1.6    | 40  | Saint Paul              | Salvatore lo Jacono Aldo Cilia                  | Chevron                          | 6  |
| 18                 | TS Gr.2 2.0   | 108 | Lloyd Italia & Tirrenia | Piero Donato Vincenzo Donato                    | Alfa Romeo GTV                   | 6  |
| 19                 | GT Gr.4 2.0   | 48  | Blue Team               | Marco Micangeli Carlo Fabri                     | Porsche 914-6                    | 6  |
| 20                 | GT Gr.4 1.6   | 84  | Scuderia Etna           | Vito Coco Spartaco Dini                         | Alfa Romeo Giulia GTA            | 6  |
| 21                 | GT Gr.4 1.6   | 72  | Roberto Fioravanti      | Roberto Fioravanti Mario Spataro                | Alpine Renault A110 1600         | 6  |
| 22                 | GT Gr.4 + 2.0 | 30  | Blue Team               | Marcello Gallo Federico Martignone              | De Tomaso Pantera GTS            | 6  |
| 23                 | GT Gr.4 1.6   | 49  | Cefalù Corse            | Francesco Jemma Grimaudo                        | Fiat 124 Rally Abarth            | 6  |
| 24                 | GT Gr.4 1.3   | 122 | Salvatore Cucinotta     | Salvatore Consolo Salvatore Cucinotta           | Alpine Renault A110 1300         | 6  |
| 25                 | GT Gr.4 1.6   | 55  | Patrice Sanson          | Christian Arnaud Patrice Sanson                 | Alpine Renault A110 1600         | 6  |
| 26                 | GT Gr.4 1.3   | 132 | Ateneo Jolly Club       | Tommaso Casiglia Giovanni Marino                | Alpine Renault A110 1300         | 6  |
| 27                 | GT Gr.4 1.3   | 131 | Ateneo Jolly Club       | Alessandro Federico Francesco Paolo Petrolà     | Lancia Fulvia HF 1300            | 6  |
| 28                 | GT Gr.4 + 2.0 | 25  | Guido Garufi            | Guido Garufi Giuseppe Spatafora                 | Porsche 911S                     | 6  |
| 29                 | GT Gr.4 1.3   | 126 | Guido Garufi            | Vincenzo Crescimanno Pietro Giambianco          | Lancia Fulvia HF 1300            | 6  |
| 30                 | TS Gr.2 2.0   | 114 | Cefalù Corse            | Girolamo Giorlando Salvatore Pirrello           | Alfa Romeo 2000 GTV              | 6  |
| 31                 | GT Gr.4 1.6   | 71  | Giada Auto              | Ferruccio Caliceti Paolo Monti                  | Alpine Renault A110 1600         | 5  |
| 32                 | GT Gr.4 1.3   | 130 | Ateneo Jolly Club       | Antonio Accardi Gaetano Lo Jacono               | Lancia Fulvia Sport Competizione | 5  |
| 33                 | GT Gr.4 1.3   | 54  | Fabrizio Schermi        | Fabrizio Schermi Franco di Lorenzo              | Fiat 124 Rally Abarth            | 5  |
| 34                 | GT Gr.4 2.0   | 51  | Mirabella               | Felice Besenzoni Luciano Dal Ben                | Fiat 124 Rally Abarth            | 5  |
| 35                 | TS Gr.2 2.0   | 109 | Ateneo Jolly Club       | Alberto Piraino Freemann                        | BMW 2002 TI                      | 5  |
| 36                 | S Gr.6 1.3    | 95  | Giada Auto              | Gianfranco Galmozzi Domenico Cedrati            | Fiat-Abarth OTS 1300             | 5  |
| 37                 | S Gr.6 1.0    | 96  | Ateneo Jolly Club       | Giampaolo Ceraolo Luigi Sartorio                | AMS 273                          | 5  |
| 38                 | S Gr.6 1.3    | 64  | Team Italiano Chevron   | Eris Tondelli Francesco di Matteo               | Chevron B26                      | 4  |
| 39                 | GT Gr.4 2.0   | 59  | Scuderia Etna           | Angelo Bonaccorsi Giuseppe Pantò                | Opel GT 1600                     | 4  |
| 40                 | S Gr.6 1.3    | 66  | Cefalù Corse            | Giuseppe Brancato Salvatore Domante             | Abarth-Osella 1300S              | 4  |
| 41                 | TS Gr.2 2.0   | 111 | Cefalù Corse            | Gioacchino di Giuseppe Raffaele Romano          | Alfa Romeo 2000 GTV              | 4  |
| Ausgefallen        |               |     |                         |                                                 |                                  |    |
| 42                 | S Gr.6 3.0    | 2   | Torino Corse            | Giorgio Pianta Pino Pica                        | Lola T284                        | 4  |
| 43                 | S Gr.6 2.0    | 15  | Piloti Senesi           | Mario Savona Eugenio Renna                      | Chevron B23                      | 4  |
| 44                 | S Gr.6 2.0    | 18  | Saint Paul              | Armando Folridia Vito Veninata Vincenzo Ferlito | Chevron B23                      | 4  |
| 45                 | GT Gr.4 1.6   | 83  | Scuderia Etna           | Mario Litrico Mario Radicella                   | Alfa Romeo Giulia GTA            | 4  |
| 46                 | GT Gr.4 2.0   | 53  | Giada Auto              | Giorgio Schön Giovanni Vasari                   | Alpine Renault A110 1800         | 4  |
| 47                 | GT Gr.4 1.6   | 90  | Antonino Bono           | Antonino Bono Marco de Bartoli                  | Alfa Romeo Giulia GTA            | 4  |
| 48                 | GT Gr.4 1.6   | 69  | Scuderia Palladio       | Vincenzo Arena Luigi Casarotto                  | Lancia Fulvia HF 1600            | 4  |
| 49                 | S Gr.6 3.0    | 6   | Giulio Pucci            | Vito Maione Giulio Pucci Mario Vigneri          | Porsche 910 Spyder               | 3  |
| 50                 | GT Gr.4 + 2.0 | 24  | Ateneo Jolly Club       | Girolamo Caci Silvestre Semilia                 | Porsche 911S                     | 3  |
| 51                 | GT Gr.2 2.0   | 112 | Ateneo Jolly Club       | Domenico Cottone Emanuele Trapani               | Alfa Romeo 2000 GTV              | 3  |
| 52                 | S Gr.6 3.0    | 3   | Lancia Marlboro         | Jean-Claude Andruet Sandro Munari               | Lancia Stratos HF                | 2  |
| 53                 | GT Gr.4 1.3   | 123 | Jolly Club              | Erasmo Bologna Sergio Mantia                    | Lancia Fulvia Sport Competizione | 2  |
| 54                 | GT Gr.4 2.0   | 58  | Lloyd Italia & Tirrenia | Gioacchino Cangemi King                         | Alpine Renault A110 1800         | 2  |
| 55                 | GT Gr.4 1.6   | 75  | Vittoriano Cuttitta     | Vittoriano Cuttitta Mario Della Vedova          | Lancia Fulvia HF 1600            | 2  |
| 56                 | GT Gr.4 2.0   | 50  | Cefalù Corse            | Salvatore Geraci Sven Hassel                    | Porsche 914/6                    | 2  |
| 57                 | GT Gr.4 2.0   | 26  | Filippo Bonaccorsi      | Filippo Bonaccorsi Matteo Vasta                 | Porsche 911S                     | 1  |
| 58                 | GT Gr.4 + 2.0 | 33  | Scuderia Nettuno        | Luigi Moreschi Odoardo Govoni Salvatore Patamia | Porsche 911S                     | 1  |
| 59                 | GT Gr.4 1.6   | 89  | Giuseppe D’Amico        | Giuseppe D’Amico Marino                         | Alfa Romeo Giulia GTA            | 1  |
| Nicht gestartet    |               |     |                         |                                                 |                                  |    |
| 60                 | GT Gr.4 1.6   | 82  | Scuderia Pegaso         | Salvatore Barraco Roberto Chiaramonte Bordonaro | Alpine Renault A110 1600         | 1  |
| 61                 | GT Gr.4 + 2.0 | 32  | Blue Team               | Carlo Pietromarchi Maurizio Micangeli           | De Tomaso Pantera GTS            | 2  |
| 62                 | S Gr.6 1.3    | 62  | Torino Corse            | Paolo Solinas Ledy Zampolli                     | Abarth-Osella PA2                | 3  |
| 63                 | S Gr.6 3.0    | 1T  | Lancia Marlboro         | Gérard Larrousse Amilcare Balestrieri           | Lancia Stratos HF                | 4  |
| 64                 | S Gr.6 3.0    | 2T  | Torino Corse            | Giorgio Pianta Pino Pica                        | Lola T290                        | 5  |
| 65                 | S Gr.6 3.0    | 3T  | Lancia Marlboro         | Jean-Claude Andruet Sandro Munari               | Lancia Stratos HF                | 6  |
| 66                 | GT Gr.4 1.6   | 71T | Giada Auto              | Ferruccio Caliceti Paolo Monti                  | Alpine Renault A110 1600         | 7  |
| Nicht qualifiziert |               |     |                         |                                                 |                                  |    |
| 67                 | S Gr.6 3.0    | 4   | Bruno Ottomano          | Bruno Ottomano Paolo Cargano                    | Alfa Romeo T33/TT/3              | 8  |
| 68                 | GT + 2.0      | 7   | Saint Paul              | Franco Lisitano U. Fichera                      | Abarth 3000 SP                   | 9  |
| 69                 | GT Gr.4 + 2.0 | 23  | Ateneo Jolly Club       | Antonino Guagliardo Vincenzo Traina             | Porsche 911S                     | 10 |
| 70                 | GT Gr.6 1.6   | 37  | Lloyd Italia & Tirrenia | Francesco Virzi Giuseppe de Gregorio            | Pastorello                       | 11 |
| 71                 | GT Gr.6 1.6   | 38  | Lloyd Italia & Tirrenia | Mario Battistiol Paolo Russo                    | Cobra Paga                       | 12 |
| 72                 | GT Gr.4 2.0   | 52  | Giada Auto              | Luigi Rampa Antonio Fassina                     | Alpine Renault A110 1800         | 13 |
| 73                 | GT Gr.4 2.0   | 57  | Sergio Montalto         | Sergio Montalto Grazio Rubino                   | Fiat 124 Rally Abarth            | 14 |
| 74                 | GT Gr.4 1.6   | 67  | Scuderia Etna           | Vincenzo Seminara Stivala                       | Alfa Romeo Giulia GTA            | 15 |
| 75                 | GT Gr.4 1.6   | 68  | Lloyd Italia & Tirrenia | Antonio Sabato Salvatore Russo                  | Alfa Romeo Giulia GTA            | 16 |
| 76                 | GT Gr.4 1.6   | 77  | Ateneo Jolly Club       | Settimino Balistreri Benedetto Rosolia          | Lancia Fulvia HF 1600            | 17 |
| 77                 | GT Gr.4 1.6   | 78  | Ateneo Jolly Club       | Renato Barraja Piero Bellavia                   | Alpine Renault A110 1600         | 18 |
| 78                 | GT Gr.4 1.6   | 81  | Scuderia Pegaso         | Mirto Randazzo Vassallo                         | Alfa Romeo Giulia GTA            | 19 |
| 79                 | GT Gr.4 1.6   | 85  | Catania Corse           | Giovanni Musumeci Biagianti                     | Alfa Romeo Giulia GTA            | 20 |
| 80                 | GT Gr.4 1.6   | 87  | Eugenio Stancampiano    | Eugenio Stancampiano Beninati                   | Porsche 912 Targa                | 21 |
| 81                 | S Gr.6 1.3    | 99  | Ateneo Jolly Club       | Sandro Mazzola Francesco Vintaloro              | Abarth-Osella 1000S              | 22 |
| 82                 | TS Gr.2 2.0   | 107 | Giuseppe Perico         | Giuseppe Perico Vincenzo Anselmi                | Ford Escort GT Mexico            | 23 |
| 83                 | TS Gr.2 2.0   | 110 | Ateneo Jolly Club       | Alberto Carrotta Gaetano Lo Jacono              | Opel Ascona                      | 24 |
| 84                 | TS Gr.2 2.0   | 113 | Cefalù Corse            | Sergio Punzo Natale Spinnato                    | BMW 2002 TI                      | 25 |
| 85                 | TS Gr.2 2.0   | 116 | Catania Corse           | Russo Rois                                      | BMW 2002 TI                      | 26 |
| 86                 | GT Gr.4 1.3   | 124 | Città dei Mille         | Tarcisio Fornera Paolo Zuercher                 | Fiat X1/9                        | 27 |
| 87                 | GT Gr.4 1.3   | 127 | Franco Tagliavia        | Franco Tagliavia Guido Garufi                   | Lancia Fulvia HF 1300            | 28 |
| 88                 | GT Gr.4 1.3   | 128 | Aspromonte              | Emanuele Parrinello Giovanni Morabito           | Lancia Fulvia HF 1300            | 29 |
| 89                 | GT Gr.4 1.3   | 133 | Centro Sicula           | Ferraro Giarratano                              | Lancia Fulvia HF 1300            | 30 |

1 nicht gestartet
2 nicht gestartet
3 nicht gestartet
4 Ersatzwagen
5 Ersatzwagen
6 Ersatzwagen
7 Ersatzwagen
8 nicht qualifiziert
9 nicht qualifiziert
10 nicht qualifiziert
11 nicht qualifiziert
12 nicht qualifiziert
13 nicht qualifiziert
14 nicht qualifiziert
15 nicht qualifiziert
16 nicht qualifiziert
17 nicht qualifiziert
18 nicht qualifiziert
19 nicht qualifiziert
20 nicht qualifiziert
21 nicht qualifiziert
22 nicht qualifiziert
23 nicht qualifiziert
24 nicht qualifiziert
25 nicht qualifiziert
26 nicht qualifiziert
27 nicht qualifiziert
28 nicht qualifiziert
29 nicht qualifiziert
30 nicht qualifiziert

### Nur in der Meldeliste
Hier finden sich Teams, Fahrer und Fahrzeuge, die ursprünglich für das Rennen gemeldet waren, aber aus den unterschiedlichsten Gründen daran nicht teilnahmen.
| Pos. | Klasse        | Nr. | Team                   | Fahrer                                    | Chassis                  |
| ---- | ------------- | --- | ---------------------- | ----------------------------------------- | ------------------------ |
| 90   | S Gr.6 2.0    | 9   | Scuderia Brescia Corse | Carlo Facetti Enrico Pasolini             | Lola T290                |
| 91   | S Gr.6 2.0    | 11  | Scuderia Brescia Corse | Franco Berruto Leandro Terra              | Lola T290                |
| 92   | S Gr.6 2.0    | 14  | Giuseppe Pacifico      | Giuseppe Pacifico Petrosemolo             | BMW 2002                 |
| 93   | S Gr.6 2.0    | 16  | Gianfranco Bonetto     | Gianfranco Bonetto Giovanni Alberti       | Chevron B21              |
| 94   | GT Gr.4 + 2.0 | 29  | Cefalù Corse           | Giuseppe de Gregorio Florindo Mollica     | De Tomaso Pantera GTS    |
| 95   | S Gr.6 1.6    | 39  | Torino Corse           | Pasquale Barberio Carlo Bilotti           | Abarth-Osella PA2        |
| 96   | S Gr.6 1.6    | 41  | Romani Piloti          | Antonio Palangio Antonio Carrotta         | AMS 274                  |
| 97   | S Gr.6 1.6    | 42  | Nord-Ovest             | Salvatore Pellegrino Francesco Cosentino  | Chevron B26              |
| 98   | S Gr.6 1.6    | 44  | Cefalù Corse           | Giuseppe Oieni Serio                      | Lola T290                |
| 99   | GT Gr.4 1.6   | 56  | Nissena                | Ugo Gerbino Doria                         | Alpine Renault A110      |
| 100  | S Gr.6 1.3    | 65  | Cefalù Corse           | Paolo de Luca Mario Rovella               | AMS 274                  |
| 101  | GT Gr.4 1.6   | 73  | Cefalù Corse           | Gianpiero Lauro Iurato                    | Lancia Fulvia HF 1600    |
| 102  | GT Gr.4 1.6   | 76  | Ateneo Jolly Club      | Francesco Dell’Aria Giovanni Chiappisi    | Lancia Fulvia HF 1600    |
| 103  | GT Gr.4 1.6   | 79  | Ateneo Jolly Club      | Giuseppe Alduina Antonio Mascari          | Lancia Fulvia HF 1600    |
| 104  | GT Gr.4 1.6   | 80  | Ateneo Jolly Club      | Girolama Gulotta Evola                    | Lancia Fulvia HF 1600    |
| 105  | GT Gr.4 1.6   | 81  | Scuderia Pegaso        | Giuseppe Vassallo Vincenzo Mirto Randazzo | Alfa Romeo Giulia GTA    |
| 106  | S Gr.6 1.3    | 94  | Cefalù Corse           | Ignazio Scaletta Guarnera                 | Fiat-Abarth 1000S        |
| 107  | S Gr.6 1.3    | 97  | Ateneo Jolly Club      | Centonze Molinari                         | AMS 274                  |
| 108  | S Gr.6 1.3    | 98  | Ateneo Jolly Club      | Gianni Scalera Mario Virzi                | Abarth 1000SP            |
| 109  | TS Gr.2 2.0   | 104 | Scuderia Etna          | Rosario Papa Romeo Menza                  | Alfa Romeo 2000 GTV      |
| 110  | TS Gr.2 2.0   | 105 | Aretusa                | Sergio Vittoria Gioncardi                 | Ford Escort RS           |
| 111  | TS Gr.2 2.0   | 106 | Salvatore de Simone    | Francesco Jemma Salvatore de Simone       | Ford Capri RS            |
| 112  | TS Gr.2 2.0   | 115 | Ateneo Jolly Club      | Sergio Montalto S. Ganci                  | Alfa Romeo 2000 GTV      |
| 113  | GT Gr.4 1.3   | 120 | Giuseppe Saporito      | Giuseppe Saporito Asaro                   | Lancia Fulvia HF 1300    |
| 114  | GT Gr.4 1.3   | 121 | Nissena                | Vittorio Sorce Giovanni Giordano          | Lancia Fulvia HF 1300    |
| 115  | GT Gr.4 1.3   | 125 | Giada Auto             | Bruno Bocconi Ivana Giustri               | Alpine Renault A110 1300 |
| 116  | GT Gr.4 1.3   | 129 | Ateneo Jolly Club      | Giovanni Iemmolo Paterno                  | Matra-Simca Bagheera     |

### Klassensieger
| Klasse        | Fahrer               | Fahrer              | Fahrzeug                 | Platzierung im Gesamtklassement |
| ------------- | -------------------- | ------------------- | ------------------------ | ------------------------------- |
| S Gr.6 3.0    | Amilcare Balestrieri | Gérard Larrousse    | Lancia Stratos           | Gesamtsieg                      |
| S Gr.6 2.0    | Giovanni Boeris      | Achille Soria       | Abarth Osella PA2        | Rang 3                          |
| S Gr.6 1.6    | Giancarlo Galimberti | Pier-Giorgio Mussa  | GRD S74                  | Rang 5                          |
| S Gr.6 1.3    | Mauro Nesti          | Romano Bartoli      | AMS 274                  | Rang 15                         |
| GT Gr.4 + 2.0 | Raffaele Restivo     | Alfonso Merendino   | Porsche 911 Carrera RSR  | Rang 2                          |
| GT Gr.4 2.0   | Valerio Monaco       | Guadagnini          | Fiat 124 Rally Abarth    | Rang 16                         |
| GT Gr.4 1.6   | Paolo de Luca        | Giovanni La Mantia  | Alfa Romeo Giulia GTA    | Rang 11                         |
| GT Gr.4 1.3   | Salvatore Consolo    | Salvatore Cucinotta | Alpine Renault A110 1300 | Rang 24                         |
| TS Gr.2 2.0   | Piero Donato         | Vincenzo Donato     | Alfa Romeo GTV           | Rang 18                         |

### Renndaten
- Gemeldet: 116
- Gestartet: 59
- Gewertet: 41
- Rennklassen: 9
- Zuschauer: unbekannt
- Wetter am Renntag: warm und trocken
- Streckenlänge: 72,000 km
- Fahrzeit des Siegerteams: 4:35:02,600 Stunden
- Gesamtrunden des Siegerteams: 7
- Gesamtdistanz des Siegerteams: 504,000 km
- Siegerschnitt: 109,946 km/h
- Pole Position: Giorgio Pianta – Lola T282 (#2) – 34:35,200 = 124,904 km/h
- Schnellste Rennrunde: Giorgio Pianta – Lola T292 (#2) – 37:36,200 = 114,883 km/h
- Rennserie: 3. Lauf zur Challenge Mondial de Vitesse et d’Endurance 1974
- Rennserie: 5. Lauf zur Italienischen Sportwagen-Meisterschaft 1974
- Rennserie: 3. Lauf zur Italienischen GT-Meisterschaft 1974